# Вилхелм ван Бредероде
Вилхелм/Вилем ван Бредероде (на нидерландски: Willem van Brederodeна немски: Wilhelm, Herr von Brederode; * ок. 1278; † 1316) е благородник от род Бредероде в Холандия.
Той е син на граф Дирк II ван Бредероде 'Златния' († 1318) и съпругата му Мария ван дер Леке († 1307), дъщеря на Хендрик II фон дер Леке († 1299) и Юта фон Борселен. Внук е на граф Вилем I ван Бредероде († 1285) и Хилегонда ван Фоорне († 1302). Брат е на Юта ван Бредероде († 1346) и Катарина ван Бредероде († 1372).
Дядо му Вилем I ван Бредероде построява ок. 1282 г. замъка Бредероде. Вилхелм фон Бредероде умира две години преди баща си. Син му Дирк III става граф.

## Фамилия
Вилхелм фон Бредерде се жени 1311 г. за Елизабет фон Клеве († 21 март 1363), дъщеря на граф Дитрих Луф II фон Клеве († 1308/1309) и Лиза фон Вирнебург († 1304). Те имат децата:
- Дирк III ван Бредероде (* ок. 1308; † 11 ноември 1377, Хаарлем), женен за Беатрикс фон Валкенбург († 1354), дъщеря на Райнолд I фон Фалкенбург († 1333)
- Мария ван Бредероде (* пр. 1342; † сл. 1385), омъжена за Бертолд X фон Бюрен († 1390)

Вдовицата му Елизабет фон Клеве се омъжва втори път 1326 (1330) за Конрад фон дер Марк, приор на Мюнстер († 1353), син на граф Еберхард I фон Марк († 1308).